# Paraplectogyra
Paraplectogyra es un género de foraminífero bentónico de la subfamilia Endothyrinae, de la familia Endothyridae, de la superfamilia Endothyroidea, del suborden Fusulinina y del orden Fusulinida. Su especie tipo es Paraplectogyra masanae. Su rango cronoestratigráfico abarca desde el Tournaisiense superior hasta el Viseense inferior (Carbonífero inferior).

## Discusión
Clasificaciones más recientes incluyen Paraplectogyra en el suborden Endothyrina, del orden Endothyrida, de la subclase Fusulinana de la clase Fusulinata.

## Clasificación
Paraplectogyra incluye a las siguientes especies:
- Paraplectogyra annectena †
- Paraplectogyra gigantea †
- Paraplectogyra longiseptata †
- Paraplectogyra masanae †